# Димитрий (Бурлакис)
Митрополи́т Дими́трий (греч. Μητροπολίτης Δημήτριος, в миру Георгиос Бурлакис, греч. Γεώργιος Μπουρλάκης; 1921, Ираклион, Крит — 10 июля 1990) — епископ полуавтономной Критской православной церкви в составе Константинопольской православной церкви; с 1956 по 1990 годы — митрополит Петрский и Херронисский, ипертим и экзарх Карпатского моря.

## Биография
Родился в 1921 году в Ираклионе на Крите.
13 декабря 1942 года митрополитом Халкидоским Фомой был рукоположён в сан диакона, а 4 ноября 1943 года митрополитом Филадельфийским Емилианом — в сан пресвитера.
В 1944 году окончил Богословскую школу на острове Халки.
С 1946 по 1956 год служил протосинкеллом Критской архиепископии.
19 августа 1956 года был хиротонисан в епископа Петрского и Херронисского.
25 сентября 1962 года, в связи с повышением статуса епархий Критской Церкви, возведён в сан митрополита.
Скончался 10 июля 1990 года.